# Bánffytelep (Beszterce-Naszód megye)
Bánffytelep (románul: Fiad) falu Romániában, Erdélyben, Beszterce-Naszód megyében.

## Fekvése
A Ciblest a Radnai-havasoktól elválasztó Szalóca völgyében fekszik, Naszódtól 28 km-re északra.

## Története
A második világháború után vált ki Telcsből. A vasút 1949-ben épült meg.

## Népessége
2002-ben 272 román nemzetiségű lakosa volt, közülük 239 ortodox, 24 pünkösdista és 9 görögkatolikus vallású.

## Gazdasága
Turizmus, pisztrángtenyészet.